# DeShawn Sims
DeShawn Adrian Sims  Jr. (Detroit, 21 gennaio 1988) è un cestista statunitense.

## Palmarès
- NBA Development League Rookie of the Year Award (2011)
- All-NBDL Third Team (2011)